# Campoplex aphae
Campoplex aphae är en stekelart som först beskrevs av Tohru Uchida 1930.  Campoplex aphae ingår i släktet Campoplex och familjen brokparasitsteklar. Inga underarter finns listade.